# Réserve intégrale Diamond Peak
Pour les articles homonymes, voir Pic Diamond.
La réserve intégrale Diamond Peak (anglais : Diamond Peak Wilderness) est une zone restée à l'état sauvage et protégée enjambant les crêtes de la chaîne des Cascades. Elle inclut le pic Diamond, un volcan de l'Oregon (États-Unis). Elle s'étend sur les forêts de Deschutes et de Willamette, à l'est, sur 212 km2.

Carte topographique de la réserve intégrale Diamond Peak.